# Чёрный Яр (Томская область)
Чёрный Яр — посёлок в Тегульдетском районе Томской области России. Административный центр Чёрноярского сельского поселения. Население 503 чел. (2021) .

## География
Находится на востоке региона, граничащей с Красноярским краем, возле реки Чулым.
Климат
Находится на территории, приравненной к районам Крайнего Севера.

## История
В соответствии с Законом Томской области от 9 сентября 2004 года № 197-ОЗпосёлок возглавил образованное муниципальное образование Чёрноярское сельское поселение.

## Население
| 2002 | 2010 | 2012 | 2013 | 2014 | 2015 | 2021 |
| ---- | ---- | ---- | ---- | ---- | ---- | ---- |
| 660  | ↘460 | ↘427 | ↘407 | ↘394 | →394 | ↗503 |

## Инфраструктура
Школа, больница, котельная, пожарная часть.

## Транспорт
Проходит автодорога Большодорохово — Тегульдет (69К-5).